# Ana Ramón Rubio
Ana Ramón Rubio (Valencia, 1985) és una directora i guionista valenciana membre de l'Acadèmia de les Arts i les Ciències Cinematogràfiques d'Espanya. El seu primer llargmetratge Almost Ghosts va ser candidat als Premis Goya 2020 i la seva sèrie digital Todos queríamos matar al presidente va rebre 3 nominacions als Premis de l'Acadèmia de Televisió Web dels Estats Units. El 2021 va dirigir 'Bull Run' la primera comèdia sobre criptomonedes que es va finançar en menys de 24 hores a través de la blockchain, sent la primera pel·lícula íntegrament tokenitzada del món.

## Biografia
Va tenir el seu primer contacte amb la ficció televisiva en unes pràctiques en el departament de direcció en la sèrie Stamos Okupa2 (Carmen Maura, Marta Belenguer) i la seva carrera professional va començar entre 2013-2016 com a guionista i directora de la websèrie Sin Vida Propia, per la que va obtenir el Gran Premi del Jurat en Los Angeles Web Festival, millor sèrie estranjera al Vancouver Web Fest del Canadà i nominada a millor sèrie estrangera en l'Acadèmia de la Web TV dels Estats Units. El seu curtmetratge El Camerino, protagonitzat per Luis Bermejo, va ser estrenat al Short Film Corner del Festival Internacional de Cinema de Canes el 2017.
El 2018 presenta la minisèrie Todos queríamos matar al presidente al Marseille Web Fest, posteriorment considerada la websèrie espanyola més premiada de l'any 2018 pel Web Series World Cup, que posteriorment es va estrenar a Amazon Prime Video. Va ser co-directora de la primera sèrie de ficció de producció propia d'À Punt, cadena substituta de l'extinta Canal Nou a València. La Vall, un thriller de 13 episodis protagonitzat per Marta Belenguer i Nazaret Aracil amb un pressupost de 100.000 euros per episodi.
A l'octubre de 2019 estrena en la SEMINCI el seu primer llargmetratge, el documental Almost Ghosts, guanyador del premi a Millor Documental a l'Arizona International Film Festival i amb el que va ser candidata als premis Goya 2020 en categories com a millor documental, millor guió i millor direcció. Va obtenir dues nominacions en els Premis de l'Acadèmia de l'Audiovisual Valencià a millor direcció i millor muntatge.
Durant en confinament del COVID-19 va estrenar La Puerta, una sèrie de ficció a Instagram sobre misterioses desaparicions a través d'Instagram Stories. La sèrie es va emetre durant 5 dies de manera ininterrompuda combinant vídeos, fotos, captures de pantalla, notes d'àudio i notícies de televisió a través de vídeos curts de 24 hores de durada que relataven el misteri a temps real.
Va ser co-fundadora de la secció de webseries del Festival Internacional de cinema de València: Festival Cinema Jove, activa des de l'any 2016.
El 21 de setembre de 2021, les productores The Immigrant i Cosabona Films anuncien que produiran el seu segon llargmetratge, Bull Run, finançat en menys d'1 dia a través de la criptografia i la tokenització del projecte, integrant-lo en la blockchain.

## Filmografia
| Any         | Títol                               | Format             |
| ----------- | ----------------------------------- | ------------------ |
| 2013 - 2016 | Sin Vida Propia                     | sèrie web          |
| 2017        | El Camerino                         | curtmetratge       |
| 2018        | Somewhere East Jesus                | curtmetratge       |
| 2018        | Todos queríamos matar al presidente | sèrie web          |
| 2019        | La Vall                             | sèrie de televisió |
| 2019        | Almost Ghosts                       | llargmetratge      |
| 2020        | La Puerta                           | sèrie web          |
| 2022        | Bull Run                            | llargmetratge      |

## Premis i reconeixements
- Premi CIMA a la Millor Directora de Llargmetratge[17] al Festival de Cinema de Madrid - PNR 2019.
- Millor Documental al 28è Arizona International Film Festival per Almost Ghosts.
- Nominació a Millor Direcció i Millor Muntatge als premios de la 2a edició dels Premis de l'Audiovisual Valencià (2020).
- Premi de l'Audiovisual Valencià - Levante EMV 2018.
- Nominació a Millor Direcció, Millor Guió i Millor Sèrie Estrangera en els IAWTV Awards 2018 per Todos queríamos matar al Presidente.
- Premi Especial del jurat de Buenos Aires Web Fest a Bilbao Seriesland 2017.[18]
- Millor direcció a Baltimore New Mitjana Web Festival 2017.
- Millor Thriller a New York City Web Fest 2017
- Millor Creació Europea - Emerging Sèries en els Rome Web Awards 2018
- Millor direcció Rome Web Awards 2015
- Millor Comèdia Estrangera a Los Angeles Web Sèries Festival 2014.
- Millor Sèrie Estrangera a Vancouver Web Fest Canadà (2014)
- Millor Guió a Austin Web Fest (2014) per Austin Web Fest (2014) por Sin Vida Propia.